# Tyristrand
Tyristrand este o localitate din comuna Ringerike, provincia Buskerud, Norvegia, cu o suprafață de 0,99 km² și o populație de 830 locuitori (2013).